# Orden der Republik Serbien
Der Orden der Republik Serbien (serbisch kyrillisch: Орден Републике Србије, romanisiert: Orden Republike Srbije) ist ein staatlicher Orden  der Republik Serbien. Der Orden wird durch ein Dekret des Präsidenten der Republik zu besonderen Anlässen verliehen, in der Regel bei den Feierlichkeiten zum Tag der Staatlichkeit am 15. Februar. Er wird für Verdienste um die Entwicklung und Stärkung von freundschaftlichen Beziehungen zwischen der Republik Serbien und anderen Staaten oder internationalen Organisationen verliehen. Die meisten Preisträger sind ausländische Staatsoberhäupter.

## Stufen
Der Orden der Republik Serbien hat zwei Stufen.
| 1. Klasse | 2. Klasse |
| --------- | --------- |
|           |           |

## Bekannte Träger

### 1. Klasse
- 2022 –   Viktor Orbán[1]
- 2021 –   Milorad Dodik[2]
- 2021 –   Kyrill I.[3]
- 2018 –   Nursultan Nasarbajew
- 2016 –   Xi Jinping[4]
- 2013 –   Wladimir Putin[5]

### 2. Klasse
- 2024 –  Markus Söder[6]
- 2022 –  Abdel Fattah el-Sisi[7]
- 2022 –  Shinzo Abe[8]
- 2022 –  Željka Cvijanović[9]
- 2021 –  Nana Akufo-Addo[10]
- 2021 –  Sebastian Kurz[11]
- 2021 –  Prokopis Pavlopoulos[12]
- 2021 –  Juri Borissow
- 2020 –  Xavier Bettel[13]
- 2020 –  Albert II.[14]
- 2020 –  Miloš Zeman[15]
- 2019 –  Bojko Borissow[16]
- 2018 –  Nikos Anastasiadis
- 2017 –  Marcelo Rebelo de Sousa[17]
- 2017 –  Muhammad bin Zayid Al Nahyan
- 2016 –  Catherine Samba-Panza
- 2016 –  Nkosazana Dlamini-Zuma
- 2016 –  Yoweri Museveni
- 2016 –  Beji Caid Essebsi
- 2016 –  Umar al-Baschir
- 2016 –  James Michel
- 2016 –  Manuel Pinto da Costa
- 2016 –  Paul Kagame
- 2016 –  Muhammadu Buhari
- 2016 –  Hage Geingob
- 2016 –  Filipe Nyusi
- 2016 –  Ameenah Gurib-Fakim
- 2016 –  Mohammed VI
- 2016 –  Ibrahim Boubacar Keïta
- 2016 –  Hery Rajaonarimampianina
- 2016 –  Denis Sassou Nguesso
- 2016 –  Joseph Kabila
- 2016 –  Uhuru Kenyatta
- 2016 –  Paul Biya
- 2016 –  Salva Kiir Mayardit
- 2016 –  Jacob Zuma
- 2016 –  Robert Mugabe
- 2016 –  Jorge Carlos Fonseca
- 2016 –  Edgar Lungu
- 2016 –  Mulatu Teshome
- 2016 –  Isaias Afwerki
- 2016 –  Teodoro Obiang Nguema Mbasogo
- 2016 –  Ian Khama
- 2016 –  José Eduardo dos Santos
- 2016 –  Abdelaziz Bouteflika
- 2015 –  Fidel Castro[18]
- 2015 –  Portia Simpson-Miller[18]
- 2015 –  Pietro Parolin
- 2013 –  Hugo Chávez (posthum)[19]
- 2013 –  Sersch Sargsjan
- 2013 –  Ilham Aliyew
- 2013 –  Aljaksandr Lukaschenka
- 2013 –  Demetris Christofias
- 2013 –  Micheil Saakaschwili
- 2013 –  Karolos Papoulias
- 2013 –  Nursultan Nazarbayev
- 2013 –  Almasbek Atambajew
- 2013 –  Nicolae Timofti
- 2013 –  Traian Băsescu
- 2013 –  Ivan Gašparovič
- 2013 –  Mariano Rajoy[20]
- 2013 –  Emomali Rahmon
- 2013 –  Gurbanguly Berdimuhamedow
- 2013 –  Wiktor Janukowytsch
- 2013 –  Islom Karimov